# 原宿セントラルアパート

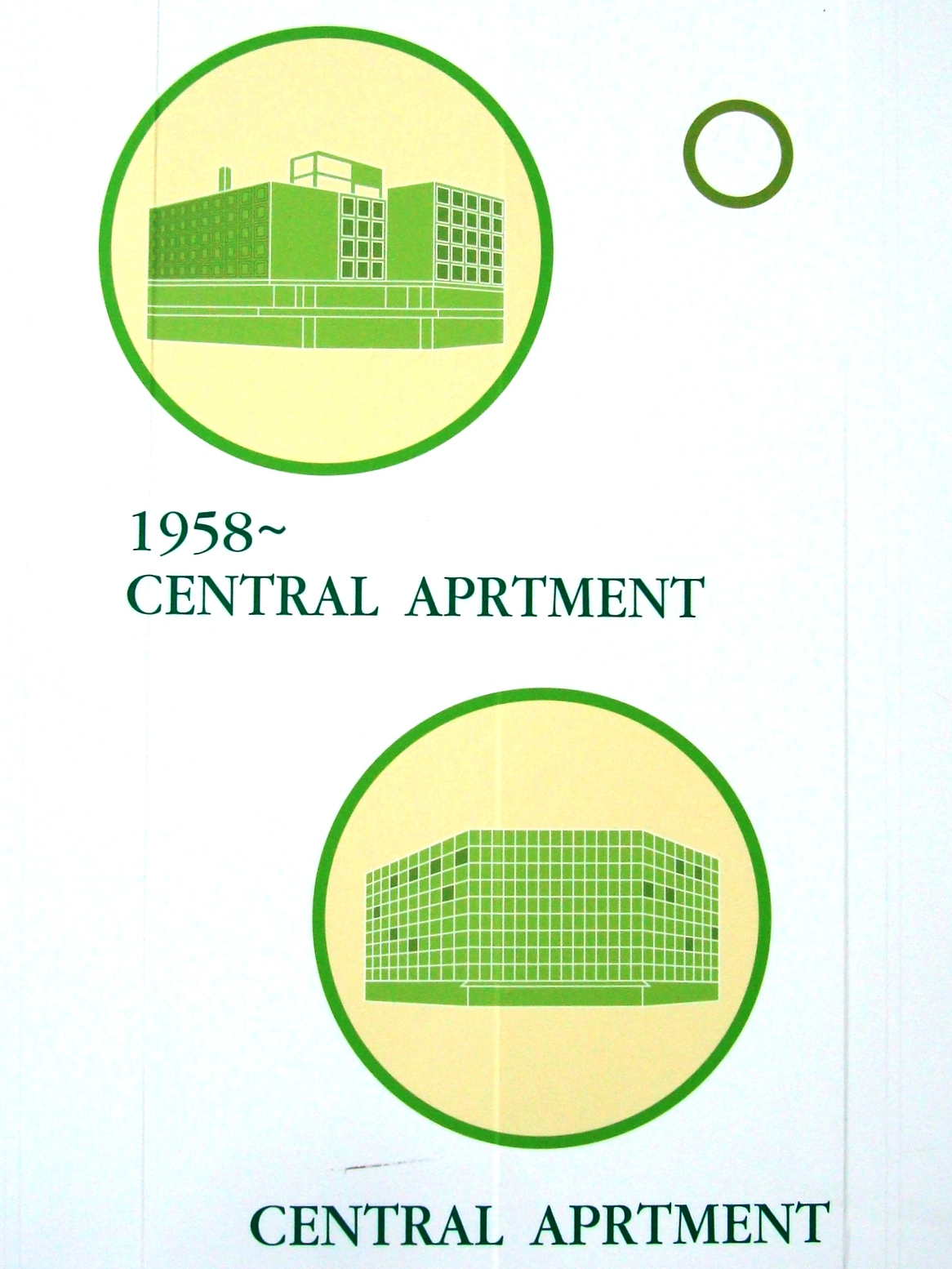
原宿セントラルアパートを描いたイラスト

原宿セントラルアパート（はらじゅくせんとらるあぱーと）は、かつて東京都渋谷区の表参道にあった住宅・商業施設である。原宿地区にあって1960年代から1970年代にかけての若者文化を発信する拠点として知られた。

## 概要
所在地は東京都渋谷区神宮前4丁目で、表参道と明治通り交差点の北東角に位置していた。建物は地上7階、地下1階建てで、セントラル空調や給湯設備が備わり、電話交換室のほか、屋上には洗濯室が設けられていた。各部屋の電話は、全てがこの電話交換室を介しての内線電話となっていた。
初めは1958年（昭和33年）、アメリカ軍関係者など特別な人々を対象とした共同住宅（アパート）として完成した。完成当時、所在地住所は東京都渋谷区穏田一丁目で、これが1965年（昭和40年）の住居表示施行によって神宮前4丁目に変わった。
昭和30年代後半になると、アパートは上層階に事務所、下層階に店舗が入居するという形態になった。これに伴い、アパートにはカメラマン、コピーライター、イラストレーターなどのクリエーターが多数入居、ここに事務所を構えることが文化人のステータスとなった。
また、1階に入居していた喫茶店「レオン」は、マスコミ関係者が多く集まることで知られた。
アパートの地下には1973年（昭和48年）、ブティック街 『原宿プラザ』が開業した。『原宿プラザ』は一時、ロックミュージシャンなども訪れるアングラ的なマーケットとして原宿の名所となっていたが、1990年（平成2年）頃までには閉鎖された。
アパート自体もその頃からはテナントの退出が進められて寂れ、1998年（平成10年）には建物が解体されて消滅した。

## ティーズ原宿

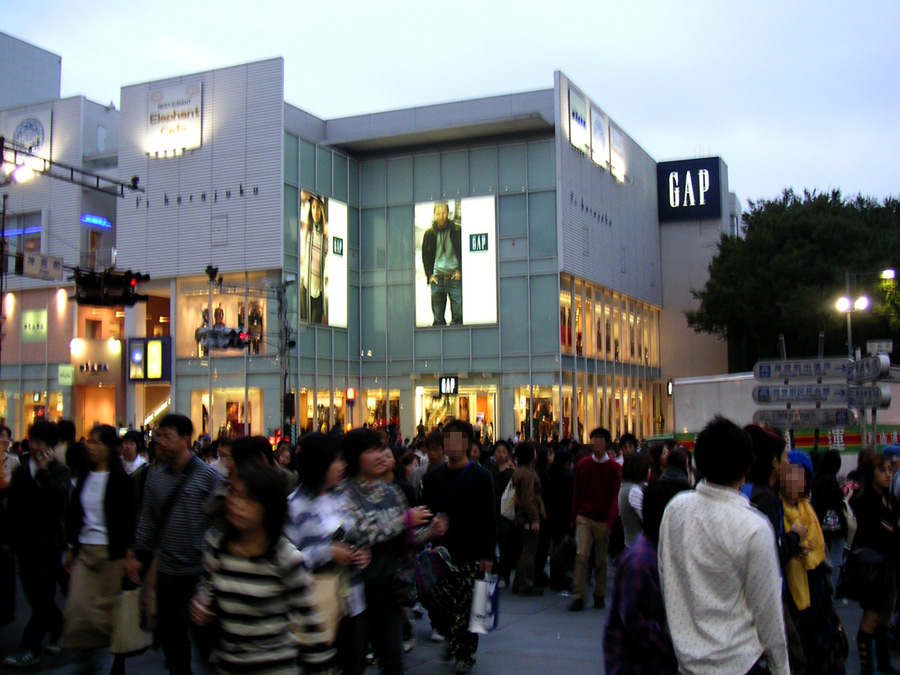
ティーズ原宿
2005年（平成17年）11月

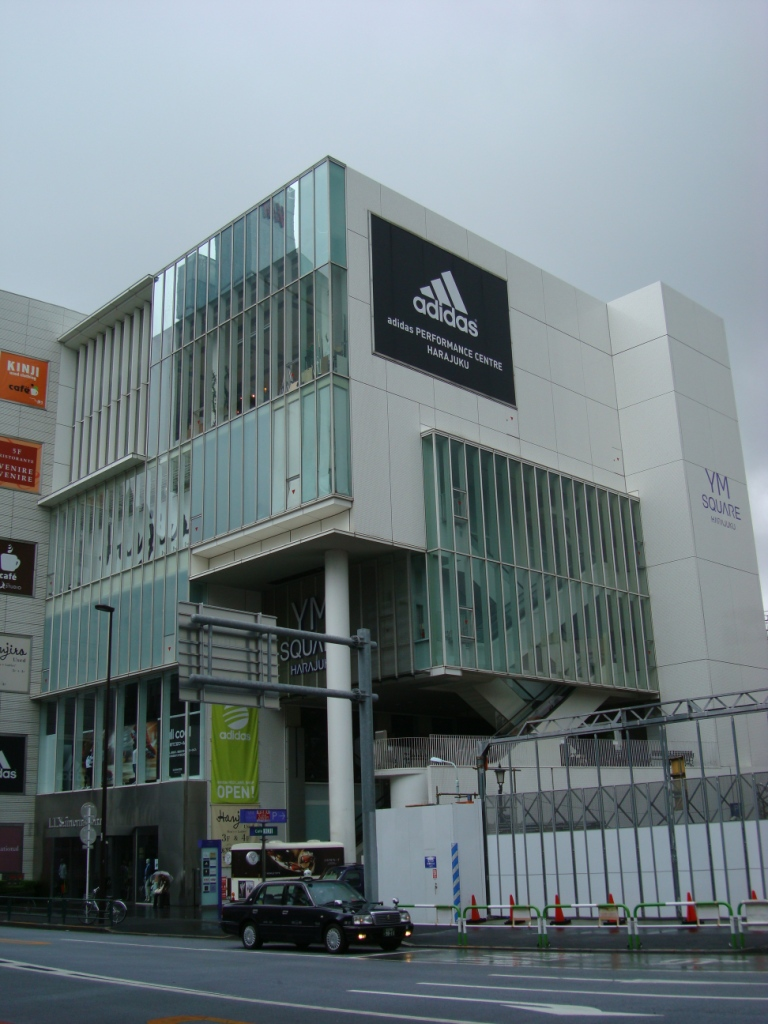
YMスクウェア原宿
2011年（平成23年）4月

ティーズ原宿（t’s harajuku）は、原宿セントラルアパートの跡地で1999年（平成11年）11月に開業した商業施設である。これは、東武百貨店が所有する約2,057m2の敷地を竹中リアルティが約10年間の事業用定期借地方式で借り上げ、施設の企画、建物の設計・施工、管理計画、テナント誘致・契約、イベント開催、PR活動までを竹中工務店が行った事業であった。
完成した建物は地上3階、地下1階建て延べ床面積は5,205m2、そのうち店舗面積は3,674m2で、総事業費は約20億円だった。施設には、GAP（ギャップ）、ピッツア・エクスプレス（PizzaExpress）のほか、ソニープラザなど合計5店がテナントとして入居し、このうちギャップは店舗面積約700坪で日本最大の旗艦店であった。また、3階に入居していたピッツア・エクスプレスは、ここが日本進出一号店であった。
「ティーズ原宿（t’s harajuku）」の名称は、事業主である竹中工務店（T）や東武百貨店（T）、さらにtrendy（トレンディ）やthematic（テーマ性）といったコンセプトなど、関連する様々な「t」を表現したものだったという。DJ T'sとは関係はない。
ティーズ原宿にはICSC 国際デザイン開発賞・最優秀賞をはじめ、グッドデザイン賞、東京建築賞優秀賞など、多数の受賞歴がある。竹中リアルティによる借地契約は1998年（平成10年）11月からの11年8ヶ月間であり、施設は2010年（平成22年）1月に営業を終了、建物も同年中に解体された。
青山・表参道地区において竹中工務店が総合プロデュースを行った類似事業としてはほかに、同じく原宿セントラルアパートの跡地の北側部分に竣工した「ワイ・エム・スクウェア原宿」や、港区南青山に完成したプラダの日本旗艦店「プラダ南青山」などがある。

## 東急プラザ表参道原宿

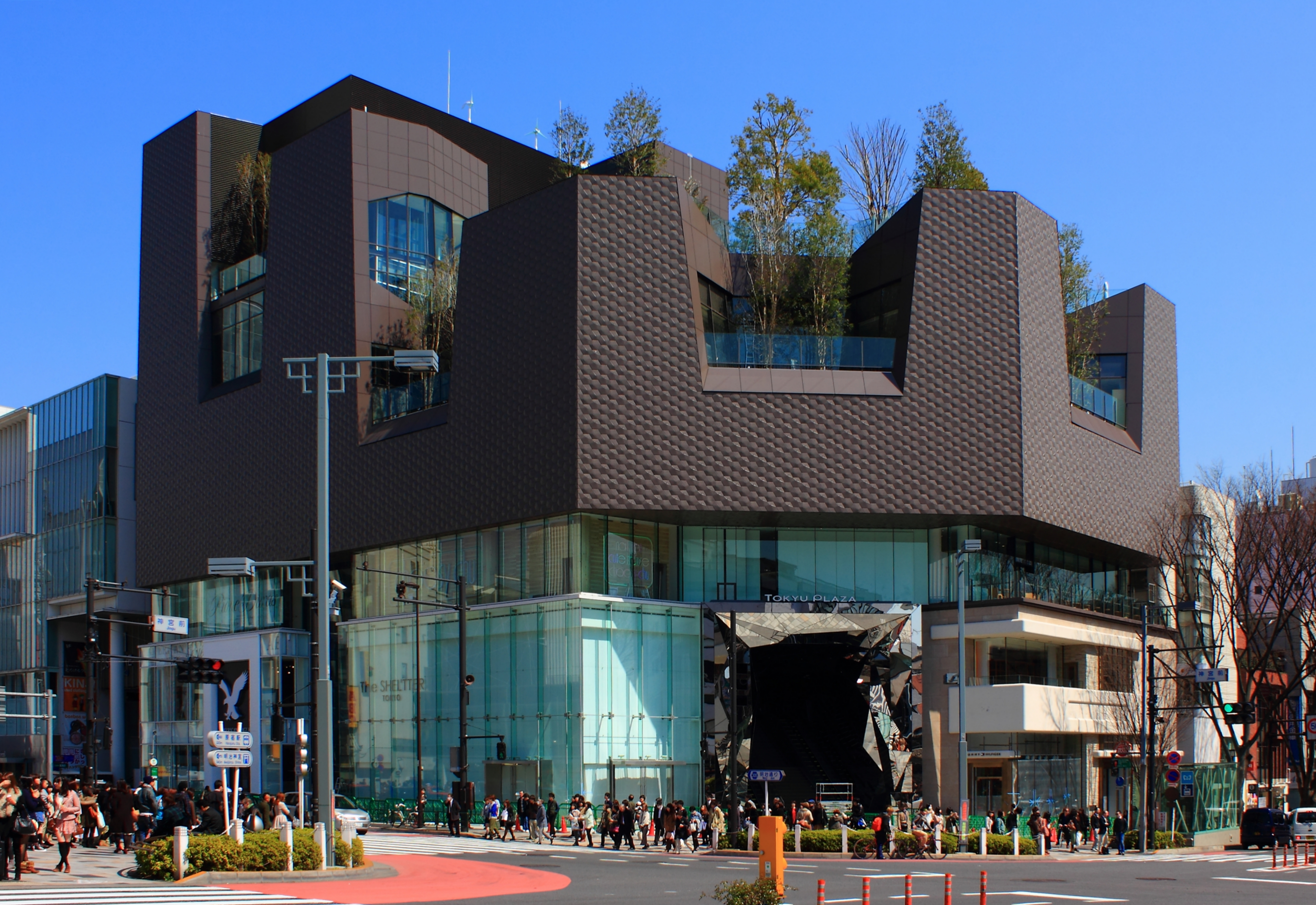
東急プラザ表参道原宿（2012年）

ティーズ原宿の跡地には2012年（平成24年）4月18日、東急不動産を事業主とする新たな商業施設“東急プラザ 表参道原宿”が開業した。